# Karol Kumuniecki
Karol Wojciech Kumuniecki vel Karol Adalbert Komuniecki (ur. 23 października 1894 w Żywcu, zm. 25 stycznia 1943 w KL Auschwitz) – podpułkownik piechoty Wojska Polskiego, działacz niepodległościowy, kawaler Orderu Virtuti Militari.

## Życiorys
Karol Kumuniecki urodził się w Żywcu, w rodzinie Antoniego i Marii z Błaszczyńskich . Był bratem Michała (1896–1940), legionisty, architekta, porucznika rezerwy, zamordowanego w Katyniu. Jego szwagier kapitan Aleksander Żebrowski (1893–1940) także został zamordowany w Katyniu.
W latach 1910–1913 należał do Związku Walki Czynnej, a następnie od 23 lutego 1913 roku do 4 sierpnia 1914 roku do Związku Strzeleckiego. W czasie I wojny światowej Karol walczył w Legionach Polskich. Pełnił służbę w 1 pułku piechoty, a następnie w c. i k. Komendzie Legionów Polskich i 3 pułku piechoty . 1 maja 1916 roku został mianowany chorążym piechoty. W czasie walk dostał się do rosyjskiej niewoli. 
19 sierpnia 1920 roku został zatwierdzony z dniem 1 kwietnia 1920 roku w stopniu kapitana, w piechocie, w grupie oficerów byłych Legionów Polskich. 1 czerwca 1921 roku pełnił służbę w 9 pułku piechoty Legionów. 3 maja 1922 roku został zweryfikowany w stopniu kapitana ze starszeństwem z dniem 1 czerwca 1919 roku i 488. lokatą w korpusie oficerów piechoty, a jego oddziałem macierzystym był nadal 9 pp. W 1923 roku pełnił obowiązki komendanta Kadry Batalionu Zapasowego 21 pułku piechoty w Warszawie. W latach 1924–1925 był kwatermistrzem tego pułku.

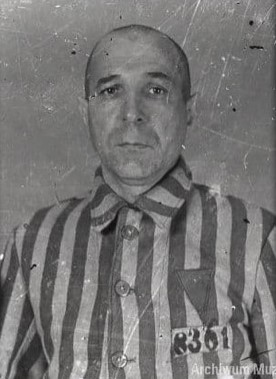
Karol Kumuniecki więzień KL Auschwitz

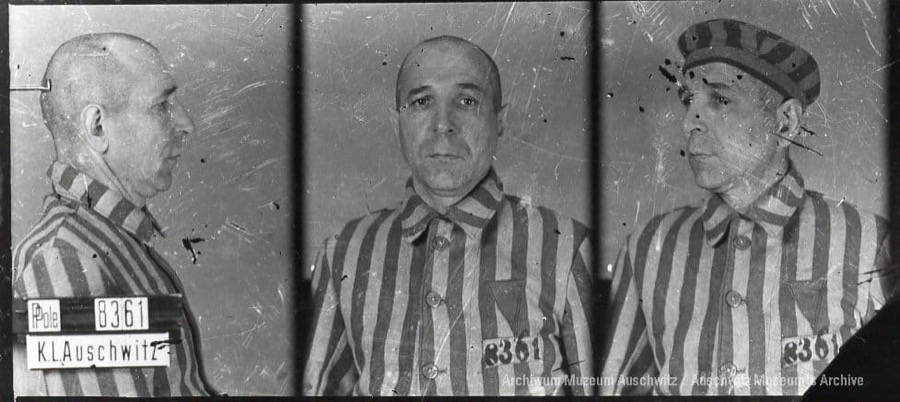
Karol Kumuniecki więzień KL Auschwitz

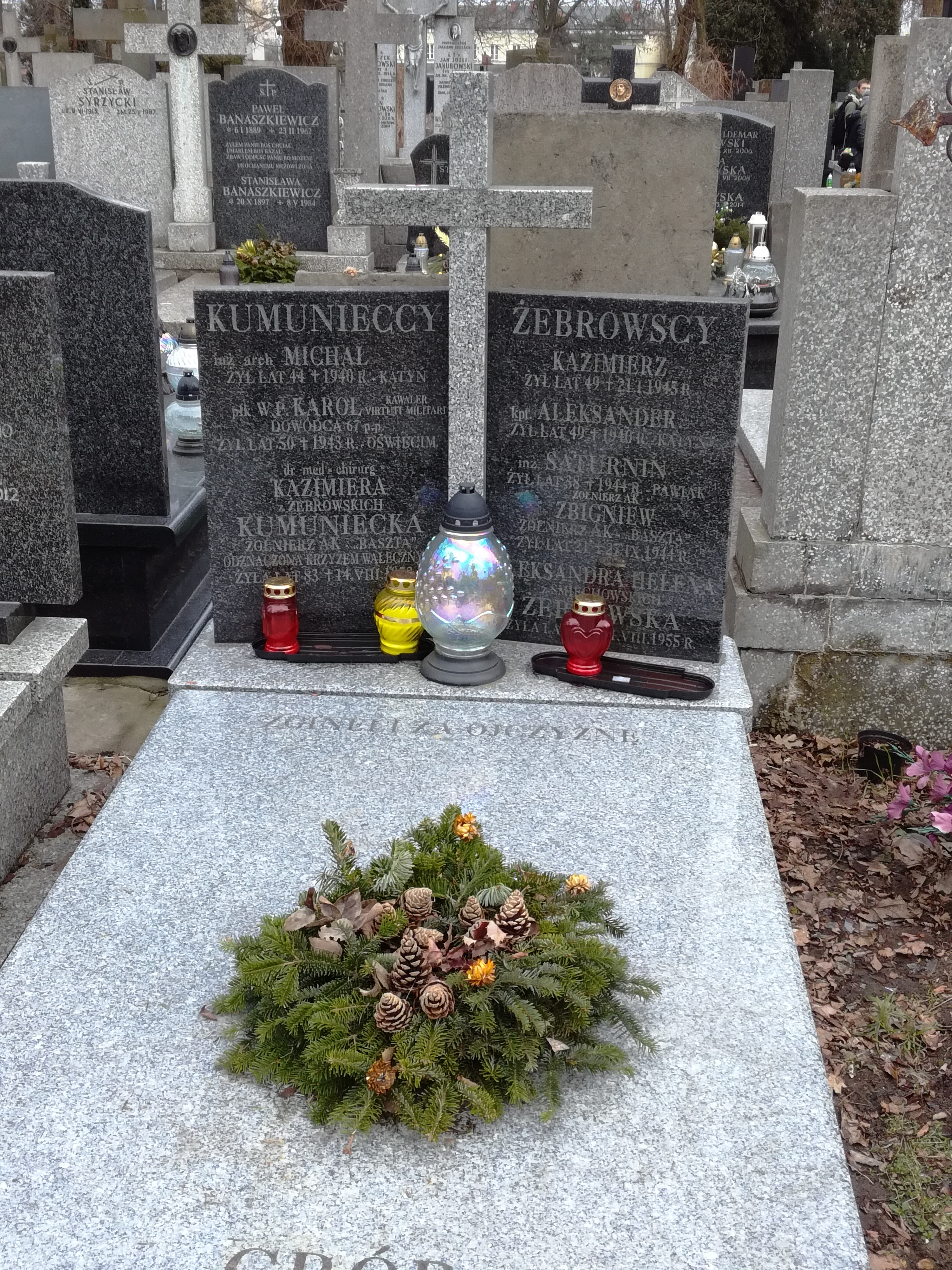
Grób symboliczny na cmentarzu Bródnowskim w Warszawie

1 grudnia 1924 roku został awansowany do stopnia majora ze starszeństwem z dniem 15 sierpnia 1924 roku i 146. lokatą w korpusie oficerów piechoty. Następnie pełnił służbę w Biurze Ogólno Administracyjnym Ministerstwa Spraw Wojskowych w Warszawie. 24 grudnia 1929 roku został awansowany do stopnia podpułkownika ze starszeństwem z dniem 1 stycznia 1930 roku i 28. lokatą w korpusie oficerów piechoty. 26 marca 1931 roku został przeniesiony do 11 pułku piechoty w Tarnowskich Górach na stanowisko zastępcy dowódcy pułku. 27 lutego 1937 roku został mianowany dowódcą 67 pułku piechoty w Brodnicy. Na czele tego oddziału walczył w kampanii wrześniowej 1939 roku. 19 września 1939 roku został ciężko ranny w czasie bitwy nad Bzurą. Miał przestrzelone płuco, wątrobę i staw łokciowy. 
Do marca 1940 roku przebywał na leczeniu w Szpitalu Ujazdowskim w Warszawie. Po wyjściu ze szpitala zamieszkał razem z rodziną w mieszkaniu brata Michała. 16 lipca tego roku został zatrzymany i osadzony na Pawiaku. 2 stycznia 1941 roku został wysłany do obozu koncentracyjnego Auschwitz. W obozie został członkiem Związku Organizacji Wojskowej. 25 stycznia 1943 roku został rozstrzelany wraz z innymi członkami obozowego ruchu oporu. Jego grób symboliczny znajduje się na cmentarzu bródnowskim w Warszawie (kw. 12B-6-26).
Karol Kumuniecki w 1920 roku ożenił się z Kazimierą, córką Piotra Żebrowskiego, administratora klucza majątków Sanniki-Konstantynów, i Aleksandry ze Śmiechowskich. Z tego związku 19 grudnia 1927 roku urodziła się Hanna Kumuniecka-Chełmińska ps. „Maryla”, „Hanka”, sanitariuszka Pułku AK Baszta, uczestniczka powstania warszawskiego.

## Ordery i odznaczenia
- Krzyż Srebrny Orderu Wojskowego Virtuti Militari nr 7368 – 17 maja 1922[23][24][3]
- Krzyż Niepodległości – 12 maja 1931 „za pracę w dziele odzyskania Niepodległości”[25][8]
- Krzyż Kawalerski Orderu Odrodzenia Polski
- Krzyż Walecznych czterokrotnie „za czyny męstwa i odwagi wykazane w bojach toczonych w latach 1918–1921”
- Złoty Krzyż Zasługi – 19 marca 1931[26][8]
- Medal Pamiątkowy za Wojnę 1918–1921[8]
- Medal Dziesięciolecia Odzyskanej Niepodległości[8]
- Medal 10 Rocznicy Wojny Niepodległościowej (Łotwa)[27]
- Medal Zwycięstwa („Médaille Interalliée”)[28]